# Lily Tuck
Lily Tuck (París, 10 de octubre de 1938) es una escritora estadounidense. Con la novela The News from Paraguay ganó el National Book Award de 2004.

## Obras[2]

### Novelas
- The Double Life of Liliane. New York: Atlantic Monthly Press, 2015. ISBN 978-0-8021-2402-9
- I Married You For Happiness.  New York: Atlantic Monthly Press, 2011. ISBN 978-0-8021-1991-9
- The News from Paraguay.  New York: Harper Collins, 2004. ISBN 978-0-06-620944-9
- Siam, or the Woman Who Shot a Man.  New York: Overlook Press, 1999. ISBN 978-0-87951-723-6
- The Woman Who Walked on Water. New York: Riverhead Books, 1996.  ISBN 978-1-57322-583-0
- Interviewing Matisse or the Woman Who Died Standing Up. New York: Knopf, 1991.  ISBN 978-0-394-58935-0

### Historias cortas
- Limbo, and Other Places I Have Lived.  New York: Harper Perennial, 2002.  ISBN 978-0-06-093485-9
- The House at Belle Fontaine: Stories, New York: Atlantic Monthly Press, 2013. ISBN 978-0-80212-016-8

### Biografías
- Woman of Rome: A Life of Elsa Morante. New York: Harper Collins, 2008.  ISBN 978-0-06-147256-5